# Lisa Miskovsky
Lisa Miskovsky (Umeå, 9 marzo 1975) è una cantante e musicista svedese.

## Carriera
Il suo debutto risale al 2001 con l'album Lisa Miskovsky, dal quale è stato estratto il primo singolo, Driving One Of Your Cars, che ha subito avuto un notevole successo in Svezia. Il primo album e il successivo (Fallingwater, 2003) sono usciti anche in Italia, riscuotendo però poco successo. Il terzo album pubblicato, Changes, risale al 2006. Famosa è anche la sua collaborazione con gli In Flames nel brano Dead End, dall'album Come Clarity. Ha inoltre cantato Still Alive, colonna sonora del videogioco Mirror's Edge uscito nel 2008. Lisa ha scritto anche Shape of My Heart, canzone interpretata Backstreet Boys e poi da lei incisa in una nuova versione denominata Another Shape of My Heart e inclusa nella sua raccolta Greatest Hits.
Nel 2012 ha partecipato a Melodifestivalen, l'annuale rassegna musicale utilizzata come selezione del rappresentante svedese all'Eurovision Song Contest, presentando l'inedito Why Start a Fire? e piazzandosi 9ª in finale. È tornata alla competizione nell'edizione 2022 con Best to Come.

## Discografia

### Album in studio
- 2001 – Lisa Miskovsky
- 2003 – Fallingwater
- 2006 – Changes
- 2011 – Violent Sky
- 2013 – Umeå
- 2019 – Bottenviken

### Raccolte
- 2008 – Still Alive: The Remixes
- 2008 – Last Year's Songs: Greatest Hits

### EP
- 2014 – God Jul önskar (con Kalle Moraeus)

### Singoli
- 2001 – Driving One of Your Cars
- 2001 – What If
- 2002 – Quietly
- 2003 – Lady Stardust
- 2004 – Sing to Me
- 2004 – Brand-New Day
- 2006 – Mary
- 2006 – Sweet Misery
- 2006 – Acceptable Losses
- 2008 – Another Shape of My Heart
- 2008 – Still Alive
- 2010 – Lover
- 2011 – Got a Friend
- 2011 – We Want to Be Loved
- 2012 – Why Start a Fire?
- 2013 – Wild Winds
- 2019 – Love Somebody
- 2019 – Run for Cover
- 2019 – Home
- 2020 – Stop for the Night
- 2021 – Still Alive
- 2022 – Best to Come